# Športno društvo Marmor Hotavlje
Športno društvo Marmor Hotavlje je eno izmed najprepoznavnejših športnih društev v občini Gorenji Vas - Poljane in širši Poljanski dolini. Ustanovljeno je bilo leta 1994. Ime je dobilo po glavnem sponzorju, podjetju Marmor Hotavlje.  
Njihove stalne prireditve in dejavnosti so: Poletna veselica na Hotavljah, Hotavljska grča, Floorball, KBK, Košarka. Član Športnega društva Marmor Hotavlje je tudi znani slovenski maratonec Tone Kosmač, ki je izpolnil normo za Olimpijske igre v Rio de Janeiru 2016. 
Floorball sekcija društva je v sezoni 2007/2008 osvojila naslov državnih prvakov v kategoriji u-19 (mladinci), s čimer je dosegla največji ekipni uspeh v zgodovini športnega društva. 